# Hans Jüttner
Pour les articles homonymes, voir Jüttner.
Hans Jüttner (2 mars 1894 - 24 mai 1965) est un haut fonctionnaire nazi qui a été à la tête du SS-Führungshauptamt, l'état-major de la SS.

## Parti nazi et SS
En 1933, Jüttner rejoint la SA. Il devient en 1934 chef de la Reichsführerschule (organisme de formation des dirigeants SA) à Munich. En mai 1935, il entre à la SS-Verfügungstruppe (SS-VT), par la suite la Waffen-SS. En 1939, il est inspecteur des troupes de réserve de la SS-VT. Au début 1940, il en prend le commandement.
À l'été de la même année, il est promu chef d'état-major du SS-Führungshauptamt, responsable de la direction organisationnelle et administrative de la Waffen-SS. Ce quartier général administratif est distinct de l'administration des camps de concentration nazis, de l'Office central SS pour l'économie et l'administration et du RSHA chargé de la Gestapo, la  Kripo et du SD. En juin 1943, il est promu SS-Obergruppenführer.
Tribunal de la Feldkommandantur 560 Besançon le 15 septembre 1943.Commandant Dr Juttner.Fait partie du jugement du 18 septembre 1943.Condamne les membres du groupe Guy Mocquet et Marius Vallet à la peine de morts ou déportation.

## Procès et condamnation
Le 17 mai 1945, Jüttner est fait prisonnier par les forces britanniques. En 1948, il est condamné à 10 ans de travaux forcés. Après une procédure d'appel en 1949, la peine est ramenée à 4 ans. Dans ces procès, il bénéficie du témoignage de Rudolf Kastner. En 1961, il témoigne pour l'accusation dans le procès d'Adolf Eichmann. Jüttner devient le propriétaire d'un sanatorium à Bad Tölz où il meurt en 1965.